# Ariel 1
Ariel 1 (другие названия UK-1, S-55) — первый британский искусственный спутник Земли. Был успешно запущен с космодрома на мысе Канаверал 26 апреля 1962 года.

## История создания
В 1959 году США предложили помощь Комитету по космическим исследованиям КОСПАР в создании и запуске спутников для исследований в космическом пространстве. Сразу после этого, Британский научно-инженерный совет предложил НАСА разработать небольшой космический аппарат для научных исследований. Последовавшие за этим политические дискуссии в США и присоединение к программе других стран не привели к отмене разработки и 26 апреля 1962 года с площадки 17А космодрома на мысе Канаверел была запущена конверсионная ракета Тор-Дельта с первым британским космическим аппаратом. Основной задачей аппарата, созданного в космическом центре Годарда, были научные эксперименты, направленные на выявление связей между солнечной радиацией и процессами ионосфере земли. Аппарат сошёл с орбиты 26 апреля 1976 года. Опыт, полученный при разработке и создании спутника, использовался при разработке программы Skylark.

## Устройство
Спутник весил 62 кг, имел диаметр 58 см и высоту в 56 см. Питание обеспечивалось энергией, получаемой солнечными батареями, которая накапливалась в никель-кадмиевых батареях.

### Оборудование для экспериментов
На борт спутника было взято оборудование для проведения 6 экспериментов, 5 из которых касались исследования взаимодействия двух типов солнечной радиации и изменений в ионосфере Земли.